# Ангольско-мозамбикские отношения
Ангольско-мозамбикские отношения — двусторонние дипломатические отношения между Анголой и Мозамбиком. Государства являются полноправными членами Африканского союза, Содружества португалоязычных стран, Сообщества развития Юга Африки и Организации Объединённых Наций (ООН).

## История
Ангола и Мозамбик около четыреста лет находились в составе Португальской империи. Через три года после окончания колониальной войны Ангола и Мозамбик установили дипломатические отношения 5 сентября 1978 года, когда президент Анголы Антонио Агостиньо Нето и президент Мозамбика Самора Машел, подписали Соглашения об общем сотрудничестве.
Вскоре после обретения независимости в государствах начались гражданские войны, которые продлились до 1992 года в Мозамбике и до 2002 года в Анголе. В результате контакты между двумя народами в этот период времени были ограниченными. В октябре 2007 года президент Анголы Жозе Эдуарду душ Сантуш осуществил государственный визит в Мозамбик, где встретился со своим коллегой Арманду Гебузой . В ходе визита было подписано девять двусторонних соглашений.
В последние несколько лет между странами налажен интенсивный обмен визитами на высоком уровне, что позволило укрепить двустороннее сотрудничество в судебной сфере с обменом опытом и укреплением отношений. В ноябре 2015 года Ангола списала половину долга Мозамбика, который оценивался примерно в 30 миллионов долларов США (26 миллионов евро). Остальная часть долга должна была быть преобразована в экономические активы в Мозамбике.

## Двусторонние соглашения
Между государствами подписаны соглашения, такие как: Соглашение об общем сотрудничестве (1978 год); Соглашение в области науки и техники (2007 год); Соглашение по геологии и шахтам (2007 год); Соглашение о сотрудничестве в области социальных коммуникаций (2007 год); Соглашение о высшем образовании (2007 год); Соглашение в области энергетики (2007 год); Соглашение о территориальном управлении (2007 год); Соглашение по рыболовству и сельскому хозяйству (2007 год); Меморандум о взаимопонимании в области гражданского строительства и общественных работ (2007 год); Меморандум о взаимопонимании по ежегодному механизму консультирования и мониторинга применения ранее подписанных соглашений (2007 год) и Соглашение в области туризма с целью облегчения выдачи въездных виз гражданам обеих стран (2016 год).

## Дипломатические представительства
- Ангола имеет посольство в Мапуту[4].
- У Мозамбика есть посольство в Луанде[5].